# Gewoon wevertje
Het gewoon wevertje (Bathyphantes gracilis) is een spinnensoort in de taxonomische indeling van de hangmatspinnen (Linyphiidae).
Het dier behoort tot het geslacht Bathyphantes. De wetenschappelijke naam van de soort werd voor het eerst geldig gepubliceerd in 1841 door John Blackwall.